# Cortes de Santarém de 1331
Reunidas as Cortes por D. Afonso IV, em Santarém em 1331, nelas o povo assume o estatuto parlamentar, ao lado do clero e da nobreza. Inicialmente a disposição régia tinha intuitos meramente disciplinares, destinada a favorecer a rapidez e eficácia dos desembargos do rei, estabeleceu que os deputados do povo reuniriam para decidir colectivamente sobre a lista de capítulos a apresentar ao rei. O rei pouparia tempo nos despachos, pois, de uma só vez, decidiria sobre matérias que, de outro modo, podiam ser repetidas nos cadernos das diversas delegações. Nasceram assim os Capítulo Gerais dos Povos. Só que esta medida instituiu reuniões dos deputados do povo para estudar os agravamentos sofridos pelo povo e concedeu a esses deputados poderes não meramente organizativos, passando a implicar capacidades deliberativas, adquirindo o trabalho parlamentar as virtudes de um trabalho de grupo, pelo menos no que respeita aos delegados dos concelhos, o que foi um salto qualitativo notável. 